# Deuteronomos discigera
Deuteronomos discigera là một loài bướm đêm trong họ Geometridae.